# Girls & Boys (singel Good Charlotte)
Girls & Boys (ang. Dziewczyny i chłopaki) – singel Good Charlotte z 2003 r., z płyty The Young and the Hopeless. Piosenka ta uplasowała się na szczycie listy MuchMusic Contundown i na 6. miejscu listy U.K. Singles Chart. Teledysk był nagrywany w Nowej Zelandii. Jest to parodia zachowania młodzieży – starsi panowie i panie, którzy zachowują się tak, jakby mieli po 20 lat (np. panowie grają z Billym w grę telewizyjną, rzucają napojem w szybę przejeżdżającego samochodu, po czym szybko uciekają). Koniec teledysku przedstawia budzącego się Benjiego, który myśli, że to był sen. Na dywanie przed jego łóżkiem stoi starsza pani, która chrupie paluszki.

## Lista utworów
1. "Girls & Boys"
2. "Riot Girl" (Acoustic)
3. "Girls & Boys" (Music video)